# 미하일 쿠즈민
미하일 알렉세예비치 쿠즈민(러시아어: Михаи́л Алексе́евич Кузми́н, 1872년 10월 18일 ∼ 1936년 3월 1일)은 러시아의 시인, 음악가, 소설가이다.

## 생애
1872년 야로슬라블에서 해군 장교였던 아버지와 가난한 귀족 가문 출신 어머니 슬하에서 태어났다. 외가의 영향으로 어린 시절부터 프랑스를 비롯한 서유럽 문화에 관심이 컸던 그에게 셰익스피어, 몰리에르, 세르반테스, 스코트, 호프만, 로시니, 베버, 슈베르트 등은 미래의 시인이자 음악가를 키운 문화적 토양이 되었다. 또한 구교도였던 부모님의 영향으로 어린 시절부터 종교 문화와 친숙한 환경에서 자랐다. 쿠즈민은 당대의 예술문화계에 시인이 아닌 음악가로 입성했다. 시인으로서의 문단 데뷔는 그보다 늦은 1904년에 이루어졌다. 1904∼1905년에 시집 ≪알렉산드르의 노래≫를, 이듬해에는 동성애를 전면적으로 다루어 큰 반향을 일으킨 중편소설 ≪날개≫를 발표했다. 다양한 혁명적 예술사조에 개방적이었던 그는 1917년 혁명 역시 두 팔 벌려 맞았으나 결국은 혁명 이후의 소비에트 현실과 화해할 수 없었고, 극심한 빈곤에 시달리다 1936년 2월 폐렴으로 사망한다.